# Maurício da Silva Jardim
Maurício da Silva Jardim (ur. 9 lutego 1969 w Sapucaia do Sul) – brazylijski duchowny katolicki, biskup Rondonópolis–Guiratinga od 2022.

## Życiorys
11 grudnia 1999 otrzymał święcenia kapłańskie i został inkardynowany do archidiecezji Porto Alegre. Był m.in. asystentem przy diecezjalnym duszpasterstwie młodzieży, misjonarzem w Mozambiku, koordynatorem duszpasterstwa kapłanów w archidiecezji i w regionie Sul 3, a także dyrektorem krajowym Papieskich Dzieł Misyjnych oraz ich koordynatorem na szczeblu kontynentalnym.
8 czerwca 2022 papież Franciszek mianował go biskupem diecezji Rondonópolis–Guiratinga. Sakry udzielił mu 19 sierpnia 2022 arcybiskup Jaime Spengler.